# Đá phấn
Đá phấn là một loại đá trầm tích mềm, tơi xốp, màu trắng, một dạng của đá vôi tự nhiên chủ yếu chứa các ẩn tinh của khoáng vật calcit (tới 99 %). Nó tạo thành dưới các điều kiện hải dương tương đối sâu từ sự tích lũy dần dần của các phiến calcit nhỏ (các gai vôi) rụng ra từ các vi sinh vật được gọi là tảo gai vôi (nhóm tảo đơn bào dạng phù du trong nhóm Coccolithales của ngành Haptophyta). Các bướu đá lửa và đá phiến silic thường được thấy nằm trong đá phấn. Đá phấn cũng có thể là từ để chỉ tới các hợp chất khác, bao gồm silicat magiê và sulfat calci.
Đá phấn có độ kháng tốt trước xói mòn và sự sụt lún khi so với các dạng sét mà thông thường hay đi cùng với nó, vì thế nó tạo ra các vách đá cao và dốc trong đó các chóp đá phấn tiếp giáp với biển. Các đồi đá phấn thường được tạo thành khi các dải đá phấn chạy tới bề mặt theo một góc nào đó, tạo thành các sườn dốc. Do đá phấn tơi xốp nên nó có thể chứa một lượng lớn nước ngầm, tạo ra nguồn dự trữ nước tự nhiên để giải phóng nước chậm chạp trong mùa khô.
Đá phấn được khai thác tại nhiều nơi trên thế giới, như tại Anh, làm vật liệu xây dựng và phân bón vôi cho đồng ruộng. Tại đông nam Anh, các hốc Dene là ví dụ đáng chú ý về các hốc đá phấn cổ đại.
Loạt Đá phấn là một đơn vị địa tầng châu Âu đã trầm lắng xuống vào cuối kỷ Phấn trắng. Nó hình thành nên các vách đá trắng Dover nổi tiếng tại Kent, Anh. Khu vực Champagne tại Pháp có các trầm tích đá phấn nằm dưới cùng, trong đó có các hang hốc nhân tạo được sử dụng để cất giữ rượu vang.

## Thành phần
Đá phấn có thành phần hợp thành chủ yếu là cacbonat calci với một lượng nhỏ đất bùn và sét hay các hạt thạch anh nhỏ nhất và các dạng giả vi thể của calcit trong các sinh vật hóa thạch như nhóm trùng tia (ngành Radiolaria). Không hiếm khi còn gặp cả các hóa thạch trong kỷ Phấn trắng của các động vật chân đầu như các nhóm cúc thạch (bộ Ammonitida) hay tiễn thạch (tên đá, nhóm Belemnoidea). Thông thường nó được hình thành ngầm dưới nước, nói chung trên đáy biển, sau đó kết đặc và bị nén ép trong quá trình hình thành đá thành các dạng thường thấy ngày nay. Trong quá trình hình thành đá thì silica tích tụ để tạo ra các bướu đá lửa nằm trong đá cacbonat.

## Sử dụng đá phấn
Sử dụng truyền thống của đá phấn trong nhiều trường hợp đã được thay thế bằng các chất khác, mặc dù từ "đá phấn" hay "phấn" thường cũng được áp dụng cho chất thay thế.
- Phấn viết bảng là chất được dùng để vẽ lên các bề mặt thô ráp, do nó dễ dàng vụn ra để lại các hạt phấn bám dính không chặt vào các bề mặt này. Mặc dù theo truyền thống nó là thành phần của phấn tự nhiên, nhưng phấn viết bảng ngày nay nói chung được sản xuất từ khoáng vật thạch cao (sulfat calci), thường được cung cấp dưới dạng các viên hình trụ chứa bột thạch cao nén ép, dài khoảng 10 cm.
- Phấn vẽ vỉa hè là tương tự như phấn viết bảng, ngoại trừ nó được sản xuất ở dạng viên hình trụ lớn hơn và thường nhuộm màu.Nó được sử dụng để viết hay vẽ trên vệ đường, như trên các vỉa hè, trên đường phố v.v.
- Đá phấn dùng trong nông nghiệp được dùng để nâng cao độ pH của đất có độ chua cao. Các dạng phổ biến nhất là dạng bột của CaCO3 (cacbonat calci hay đá vôi) hay CaO (oxide calci hay còn gọi là vôi sống).
- Trong bộ môn quần vợt (tennis), theo truyền thống bột đá phấn được dùng để đánh dấu ranh giới các vạch kẻ trên sân quần vợt. Nó tạo ra một ưu thế là nếu quả bóng chạm vạch, thì một đám bụi đá phấn hay thuốc nhuộm có thể được nhìn thấy. Hiện nay chất sử dụng để làm việc tương tự chủ yếu là dioxide titan.
- Trong thể dục, leo núi, cử tạ và kéo co, bột đá phấn—hiện nay thường được thay thế bằng cacbonat magiê (hay còn gọi là phấn rôm)—được xoa vào tay để làm giảm sự ra mồ hôi và độ trơn trượt.
- Phấn thợ may theo truyền thống là các viên đá phấn cứng được sử dụng để tạm thời đánh dấu trên vải, chủ yếu được các thợ may sử dụng. Hiện nay nó được thay thế bằng tan (silicat magiê).
- Thuốc đánh răng nói chung cũng chứa một lượng nhỏ bột đá phấn.
- Bột đá phấn là thành phần cần thiết trong "giấy phấn trắng", sử dụng trong ấn loát để in ấn các ấn phẩm có tranh ảnh minh họa với chất lượng cao.
- Bột đá phấn được sử dụng rộng rãi như là một vật liệu giá rẻ (sắc tố) để quét vôi, sơn hàng rào, tường, các đường viền, hay để bảo vệ thân cây không bị cháy nắng.
- Đá phấn được sử dụng trong các ngành công nghiệp sơn (sắc tố trắng), cao su, giấy, mía đường - để khử nước ép mía hay củ cải đường, để sản xuất các vật liệu kết dính (vôi, xi măng Portland), trong công nghiệp thủy tinh hay sản xuất diêm. Trong những trường hợp này, người ta thường sử dụng cái gọi là phấn kết tủa, thu được bằng con đường hóa học từ các khoáng vật chứa calci.
- Với sự thiếu calci thì phấn y tế cũng có thể được kê đơn như là một chất bổ sung trong thực phẩm.